# 1895 ve fotografii

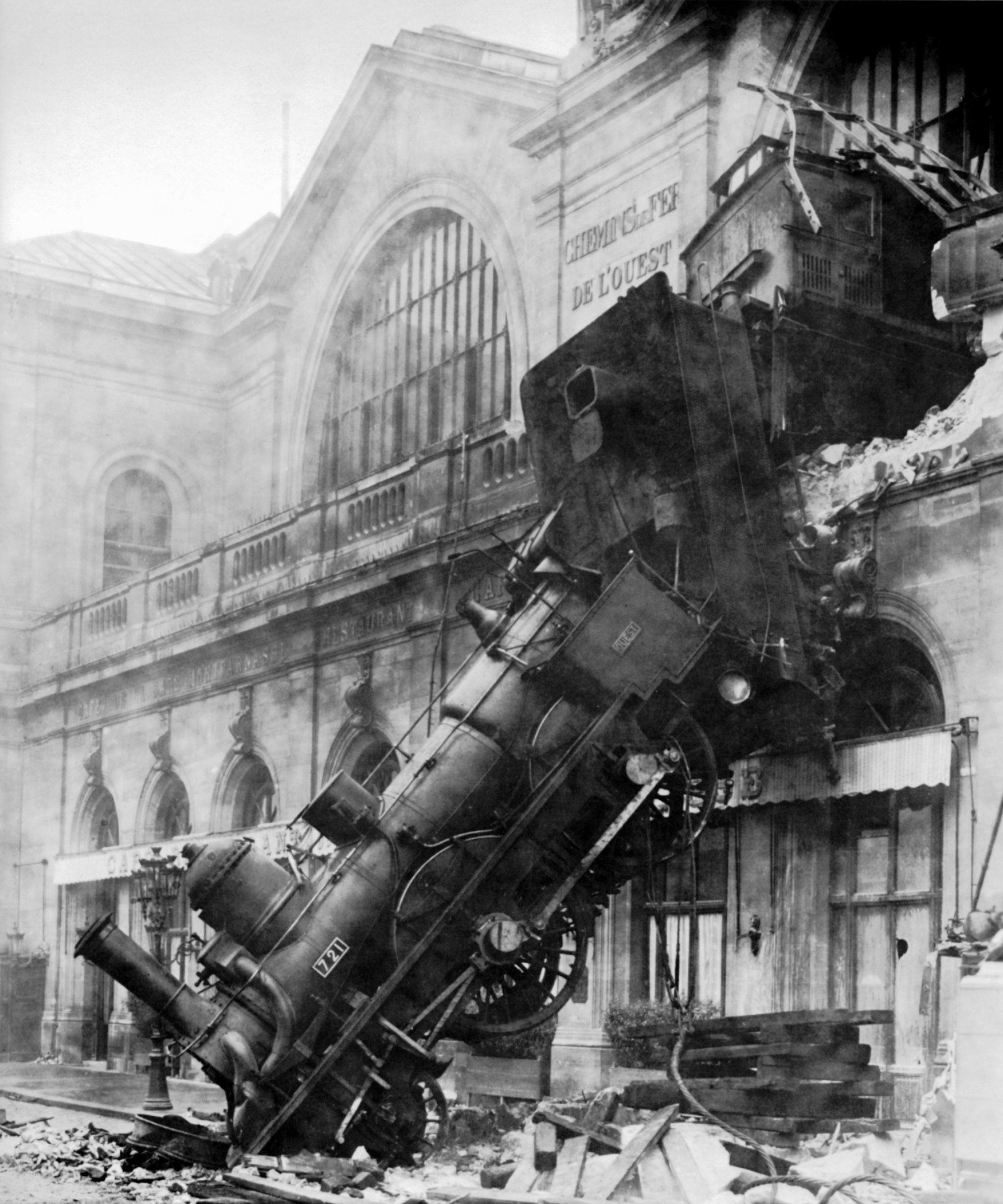
Společnost Studio Lévy and Sons pořídila snímek železniční nehody v Montparnasse, což bylo vlakové neštěstí, ke kterému došlo na pařížském nádraží Gare Montparnasse

Tento článek obsahuje významné fotografické události v roce 1895.

## Události
- 30. května – William Abner Eddy pořídil první fotografie ze vzduchu v Americe ze svého kosočtvercového draka.[1]
- 22. října – společnost Studio Lévy and Sons pořídila snímek železniční nehody v Montparnasse, což bylo vlakové neštěstí, ke kterému došlo na pařížském nádraží Gare Montparnasse.[2]
- 8. listopadu – Wilhelm Conrad Röntgen, německý vědec, začal provádět a zaznamenávat experimenty s rentgenovým zářením ve vakuové trubici. Röntgen 28. prosince 1895 napsal předběžnou zprávu „O novém druhu paprsků“ a psal o nich jako o paprscích X.
- 28. prosince – Auguste a Louis Lumièrové vynalezli kinematograf. V pařížském Grand Café promítli první film, 45 sekund dlouhý Sortie de l'usine Lumière à Lyon (Dělníci odcházející z Lumièrovy továrny).[3]
- P. H. Emerson vydal svou poslední fotografickou knihu Marsh Leaves.
- Malíř Edgar Degas pořídil svůj fotografický autoportrét.[4] Pro své malby si jako předlohu často pořizoval fotografie, jako například pro obraz After the Bath, Woman Drying Herself, který vznikl ve stejném roce.

## Narození v roce 1895
- 27. ledna – Arnošt Pikart, český hudebník a fotograf († 3. května 1932)
- 13. února – Paul Nougé, belgický surrealistický básník a fotograf († 6. listopadu 1967)
- 3. března – Heinz von Perckhammer, tyrolský fotograf († 3. února 1965)
- 13. dubna – Willem van de Poll, nizozemský fotograf († 10. prosince 1970)
- 10. května – Richard Peter, německý fotograf a fotoreportér († 3. října 1977)
- 26. května – Dorothea Langeová, americká fotografka († 11. října 1965)
- 3. června – Oscar Bladh, švédský fotograf a průkopník letecké fotografie († 12. října 1973)
- 5. července – Sergej Protopopov, slovenský fotograf a malíř původem z Ruska († 13. července 1976)
- 20. července – László Moholy-Nagy, maďarský malíř a fotograf († 24. listopadu 1946)
- 3. srpna – Iwata Nakajama, japonský fotograf († 20. ledna 1949)
- 17. srpna – Talbert Abrams, americký „otec fotografie ze vzduchu“ († 1990)
- 18. srpna – Jiří Jaeger, rakousko-český cestovatel, amatérský etnograf a fotograf († 1975)
- 31. srpna – Kójó Okada, japonský fotograf († 22. listopadu 1972)
- 22. listopadu – Germaine Chaumel, francouzská fotografka, zpěvačka, pianistka, kloboučnice a ilustrátorka († 12. dubna 1982)
- 22. prosince – Trude Fleischmann, rakousko-americká fotografka († 21. ledna 1990)
- ? – Eleazar Michajlovič Langman, sovětský fotograf († 1940)
- ? – Ajao Emoto, japonský fotograf († 1978)
- ? – Tójó Mijatake, japonsko-americký fotograf, nejznámější svými fotografiemi z Manzanaru během druhé světové války († 1979)
- ? – Marc Vaux, francouzský fotograf († ?)
- ? – Louise Dahl-Wolfe, americká fotografka († ?)
- ? – Gustav Klucis, lotyšský fotograf († ?)
- ? – Maroni Kumazawa, japonský fotograf († ?)
- ? – Masataka Takajama, japonský fotograf († ?)
- ? – Jacques Boolsky (Jacques Bogopolsky), švýcarský fotograf a konstruktér ukrajinského původu († 20. ledna 1962)
- ? – Thérèse Le Prat, francouzská fotografka († 1966)
- ? – Jiří Jeníček, český fotograf a filmař, autor teoretických textů z obou oblastí (8. března 1895 – 22. února 1963)

## Úmrtí v roce 1895
- 1. ledna – Frederik Klem, norský fotograf dánského původu (3. října 1823)
- 5. ledna – Eusebio Juliá, španělský fotograf (* 25. března 1826)
- 30. ledna – Paul Duseigneur, francouzský fotograf (* 31. ledna 1822)
- 19. února – Auguste Vacquerie, francouzský novinář, spisovatel a fotograf (19. listopadu 1819)
- 24. března – Bertha Valerius, švédská fotografka a malířka (* 21. ledna 1824, Stockholm)
- 21. dubna – Jeremiah Gurney, americký fotograf (* 17. října 1812)
- 5. července – Alexander Hessler, americký fotograf (* 12. července 1823)
- 9. října – Thomas Keith, skotský lékař a fotograf (* 27. května 1827)
- 21. listopadu – Harald Paetz, dánský herec a fotograf (* 5. září 1837)
- 21. listopadu – Alfred Noack, italský fotograf (* 25. května 1833)
- ? – Pierre Trémaux, francouzský architekt, orientalistický fotograf a autor mnoha vědeckých a etnografických publikací (* 20. července 1818 – 12. března 1895)